# یواس‌اس ال‌سی‌تی-۲۴۲
یواس‌اس ال‌سی‌تی-۲۴۲ (به انگلیسی: USS LCT-242) یک کشتی بود که طول آن ۱۱۴ فوت ۲ اینچ (۳۴٫۸۰ متر) بود. این کشتی در سال ۱۹۴۲ ساخته شد.